# Джо Бордо
Джо Бордо (англ. Joe Bordeaux; 9 березня 1886 — 10 вересня 1950) — американський кіноактор. Він знімався в 73 фільмах між 1914 і 1940 роками.
Джо Бордо народився в штаті Колорадо, і помер в Лос-Анджелесі, Каліфорнія.

## Фільмографія
- Великий диктатор / The Great Dictator (1940)
- Наші відносини / Our Relations (1936)
- Дантист / The Dentist (1932)
- На добраніч, сестричко! / Good Night, Nurse! (1918)
- Самогон / Moonshine (1918)
- Підручний / The Handy Man (1918)
- Посильний / The Messenger (1918)
- Вчений / The Scholar (1918)
- Ординарець / The Orderly (1918)
- Його найкращий день / His Day Out (1918)
- Шахрай / The Rogue (1918)
- Раб / The Slave (1917)
- Коні-Айленд / Coney Island (1917)
- Безтурботний Ромео / A Reckless Romeo (1917)
- Помічник м'ясника / The Butcher Boy (1917)
- Бал офіціантів / The Waiters' Ball (1916)
- Самогонники / The Moonshiners (1916)
- Інша людина / The Other Man (1916)
- Помилки його дружини / His Wife's Mistakes (1916)
- Яскраве світло / Bright Lights (1916)
- Фатті і Мейбл дрейфують / Fatty and Mabel Adrift (1916)
- Плутанина через фотографії / Fatty's Tintype Tangle (1915)
- Сміливе щеня Фатті / Fatty's Plucky Pup (1915)
- Приморські возлюблені міс Фатті / Miss Fatty's Seaside Lovers (1915)
- Своя дорога Мейбл / Mabel's Wilful Way (1915)
- Коли любов розправляє крила / When Love Took Wings (1915)
- Приставання до Мейбл / Wished on Mabel (1915)
- Зраджена монета Фатті / Fatty's Faithful Fido (1915)
- Нова роль Фатті / Fatty's New Role (1915)
- Фатті і Мейбл на виставці в Сан-Дієго / Fatty and Mabel at the San Diego Exposition (1915)
- Просте життя Фатті і Мейбл / Mabel and Fatty's Simple Life (1915)
- Мейбл, Фатті і закон / Mabel, Fatty and the Law (1915)
- День прання Мейбл і Фатті / Mabel and Fatty's Wash Day (1915)
- Сімейне життя Мейбл і Фатті / Mabel and Fatty's Married Life (1915)
- Реквізитор / The Property Man (1914)
- Нокаут / The Knockout (1914)
- Мейбл за кермом / Mabel at the Wheel (1914)